# Джаспер (округ, Айова)
Джа́спер (англ. Jasper County) — округ в США, штате Айова. На 2000 год численность населения составляла 37 213 человек. По оценке бюро переписи населения США в 2009 году население округа составляло 36 257 человек. Окружным центром является город Ньютон.

## История
Округ Джаспер был сформирован 13 января 1846 года. Получил своё название в честь американского военнослужащего Уильяма Джаспера.

## География
По данными Бюро переписи населения США площадь округа Джаспер составляет 1890 км².

### Основные шоссе
- Федеральная автострада 80
- Шоссе 6
- Шоссе 65
- Автострада 14
- Автострада 117
- Автострада 163
- Автострада 224
- Автострада 330

### Соседние округа
- Маршалл  (север)
- Пауэшик,  (восток)
- Махаска,  (юго-восток)
- Марион,  (юг)
- Полк,  (запад)
- Стори,  (северо-запад)

## Демография
По данным переписи населения 2000 года в округе проживало 37 213 жителей. Среди них 23,1 % составляли дети до 18 лет, 16,2 % люди возрастом более 65 лет. 48,9 % населения составляли женщины.
Национальный состав был следующим: 97,1 % белых, 1,1 % афроамериканцев, 0,3 % представителей коренных народов, 0,7 % азиатов, 1,6 % латиноамериканцев. 0,7 % населения являлись представителями двух или более рас.
Средний доход на душу населения в округе составлял $19622. 10,4 % населения имело доход ниже прожиточного минимума. Средний доход на домохозяйство составлял $48734.
Также 86,8 % взрослого населения имело законченное среднее образование, а 15,9 % имело высшее образование.